# Jin Xi
Jin Xi (xinès simplificat: 靳夕, pinyin: Jìn Xī, Tianjin, 1919 - 1997), anteriorment conegut com a Jin Diping (xinès simplificat: 靳涤萍, pinyin: Jìn Dípíng), va ser un titellaire i director de cinema d'animació xinés, director de l'Associació del Cinema de la Xina.
Fou un dels més destacats directors de Shanghai Meishu Dianying Zhipianchang durant l'edat daurada del cinema d'animació xinés, formant part de 23 produccions diferents. També se'l considera un teòric del cinema. El 1954, va dirigir la primera pel·lícula xinesa en combinar acció real i titelles, Xiao Mei de meng. Altres de les seues pel·lícules són Shen Bi, i Kongque gongzhu, la que es considera la seua obra mestra. A la dècada dels 1980 estrena a televisió la sèrie Afanti, basada en el folklore de Xinjiang. La sèrie fon dirigida posteriorment per Qu Jianfang.
La seua darrera pel·lícula fon Xiyue Qitong, del 1984. Era la primera part d'una sèrie de pel·lícules que s'hagué de cancel·lar arran de la mort del director, i la segona entrega no arribà fins a mitjans de la dècada dels 2000.